# Unterseeboot 1102
L'Unterseeboot 1102 ou U-1102 est un sous-marin allemand (U-Boot) de type VIIC utilisé par la Kriegsmarine pendant la Seconde Guerre mondiale.
Le sous-marin est commandé le 5 juin 1941 à Emden (Nordseewerke), sa quille posée le 16 avril 1943, il est lancé le 15 janvier 1944 et mis en service le 22 février 1944, sous le commandement de l'Oberleutnant zur See Bernhard Schwarting.
L'U-1102 ne coule ni n'endommage de navire n'ayant pris part à aucune patrouille de guerre.
Il est retiré du service en mai 1944. L'U-Boot est détruit en décembre 1945.

## Conception
Unterseeboot type VII, l'U-1102 avait un déplacement de 769 tonnes en surface et 871 tonnes en plongée. Il avait une longueur totale de 67,10 m, un maître-bau de 6,20 m, une hauteur de 9,60 m, un tirant d'eau de 4,74 m et un tirant d'air de 4,86 m. Le sous-marin était propulsé par deux hélices de 1,23 m, deux moteurs diesel Germaniawerft M6V 40/46 de 6 cylindres en ligne de 1 400 cv à 470 tr/min, produisant un total de 2 060 à 2 350 kW en surface et de deux moteurs électriques Siemens-Schuckert GU 343/38-8 de 375 cv à 295 tr/min, produisant un total 550 kW, en plongée. Le sous-marin avait une vitesse en surface de 17,7 nœuds (32,8 km/h) et une vitesse de 7,6 nœuds (14,1 km/h) en plongée. Immergé, il avait un rayon d'action de 93 milles marins (150 km) à 4 nœuds (7,4 km/h; 4,6 milles par heure) et pouvait atteindre une profondeur de 230 m. En surface son rayon d'action était de 9426 milles nautiques (soit 15 170 km) à 10 nœuds (19 km/h).
L'U-1102 était équipé de cinq tubes lance-torpilles de 53,3 cm (quatre montés à l'avant et un à l'arrière) et embarquait quatorze torpilles. Il était équipé d'un canon de 8,8 cm SK C/35 (220 coups), d'un canon antiaérien de 20 mm Flak C30 en affût antiaérien et d'un canon 37 mm Flak M/42 qui tire à 15 350 mètres avec une cadence théorique de 50 coups par minute. Il pouvait transporter 26 mines Torpedomine A ou 39 mines Torpedomine B. Son équipage comprenait 4 officiers et 44 à 56 sous-mariniers.

## Historique
Il passe son temps d'entraînement initial à la 8. Unterseebootsflottille jusqu'au 12 mai 1944, puis l'U-1102 rejoint la U-Abwehrschule pour la formation des équipages.
Le 24 mars 1944, l'U-1102 coule accidentellement au quai de la base sous-marine de Pillau lors d'un exercice de plongée. Il y a deux morts parmi l'équipage, le nombre de survivants est inconnu.
Il est renfloué et retiré du service actif en mai 1944 avant d'être réparé à Dantzig et remis à disposition pour l'entrainement des équipages à partir du 15 août 1944.
Après la reddition de l'Allemagne nazie le 8 mai 1945, l'U-1102 se rend à son tour le 13 mai 1945 dans la baie de Hohwacht, en Allemagne.
Le 23 juin 1945, il est transféré à Wilhelmshaven via Kiel puis au point de rassemblement de Loch Ryan en vue de l'opération Deadlight, entreprise alliée de destruction massive de la flotte d'U-Boote de la Kriegsmarine.
L'U-1102 coule le 21 décembre 1945 à 15 h 5 à la position 56° 04′ N, 9° 35′ O, détruit par l'artillerie du destroyer HMS Zetland.

## Affectations
- 8. Unterseebootsflottille du 22 février 1944 au 12 mai 1944 (Période de formation).
- U-Abwehrschule du 15 août 1944 au 8 mai 1945 (Navire-école).

## Commandement
- Oberleutnant zur See Bernhard Schwarting du 22 février 1944 au 12 mai 1944.
- Commandement vacant du 13 mai 1944 au 14 août 1944.
- Oberleutnant zur See Erwin Sell du 15 août 1944 au 13 mai 1945.